# There is Nothing Left to Lose
There Is Nothing Left To Lose es el tercer álbum de la banda Foo Fighters, lanzado en 1999. Siendo su primer trabajo con BMG, el álbum debutó en la posición n.º 10 tanto en Europa como el Reino Unido, expandiendo el número de fanáticos de la banda aún más con hits como Learn to Fly, Stacked Actors, Breakout y Next Year. Muchas de las canciones se alejan de las raíces grunge de la banda y el disco logra cierta sensación experimental. La atmósfera más melódica en general encontrada en el álbum pudiera venir también de la situación en que fue grabado. Dave Grohl ha hecho público el hecho de que el disco fue grabado en su casa y que la banda haría "una carne asada todos los días después de grabar".
Las primeras impresiones del disco incluían un tatuaje temporal parecido al que se muestra en la portada. El álbum también fue publicado en una edición doble en Australia que incluía un segundo disco VCD con cuatro videos y el bonus track Fraternity.

## Lista de canciones

### Disco 1
- 01 «Stacked Actors» – 4:16
- 02 «Breakout» – 3:20
- 03 «Learn to Fly» – 3:55
- 04 «Gimme Stitches» – 3:42
- 05 «Generator» – 3:49
- 06 «Aurora» – 5:51
- 07 «Live-In Skin» – 3:52
- 08 «Next Year» – 4:38
- 09 «Headwires» – 4:38
- 10 «Ain't It the Life» – 4:14
- 11 «M.I.A.» – 4:07

### Disco 2
- 01 «Iron And Stone»
- 02 «Have A Cigar»
- 03 «Make A Bet»
- 04 «Ain't In The Life»
- 05 «Fraternity»

## Créditos
- Dave Grohl – voz, guitarra
- Nate Mendel – bajo
- Taylor Hawkins – batería

## Producción
- Producido por Adam Kasper y Foo Fighters
- Grabado por Adam Kasper en Studio 606, Virginia
- Grabación adicional en Conway Studios, Los Ángeles
- Canciones mezcladas por Adam Kasper en Conway Studios
- Exceptuando "Learn to Fly", "Aurora" y "Live-In Skin", mezclado por Andy Wallace en Larrabee Studios, Los Ángeles
- Ingeniero de mezcla adicional en Conway Studios: John Nelson
- Ingeniero de mezcla adicional en Larrabee Studios: Tod Reiger
- Masterizado por Bob Ludwig en Gateway Studios
- Dirección artística de Henry Marquez y Foo Fighters
- Fotografía de Danny Clinch
- Management: G.A.S Entertainment co.

## Premios
Premios Grammy
| Año  | Ganador                       | Categoría           |
| ---- | ----------------------------- | ------------------- |
| 2000 | There Is Nothing Left to Lose | Mejor Álbum de Rock |